# Белоусовка (Восточно-Казахстанская область)
Белоусовка (каз. Белоусовка) — посёлок в Глубоковском районе Восточно-Казахстанской области Казахстана. Административный центр Белоусовской поселковой администрации. Находится примерно в 14 км к востоку от районного центра — посёлка Глубокое, и в 11 км к северу от областного центра — города Усть-Каменогорск, рядом с горой Календарь. Код КАТО — 634037100.

## История
Основан в 1797 году.

## Население
В 1999 году население посёлка составляло 9981 человек (4711 мужчин и 5270 женщин). По данным переписи 2009 года в посёлке проживало 9649 человек (4618 мужчин и 5031 женщина).

## Экономика
В окрестностях посёлка располагается Белоусовское месторождение полиметаллических руд. Работают рудники Иртышского полиметаллического комбината. Через Белоусовку проходит автомобильная дорога Усть-Каменогорск — Шемонаиха. Ближайшая железнодорожная станция — Защита (15 км).